# Marie-Magdeleine
Marie-Magdeleine è un oratorio (Drame Sacré) in tre atti e quattro parti di Jules Massenet su libretto francese di Louis Gallet.

## Storia
Fu eseguito per la prima volta al Théâtre de l'Odéon di Parigi l'11 aprile 1873, con la partecipazione della grande diva dell'opera, ormai ritiratasi dalle scene, Pauline Viardot. La prima rappresentazione teatrale ebbe luogo a Nizza il 9 febbraio 1903. Fu il primo successo di Massenet e gli valse la lode di Čajkovskij, Gounod e Bizet.

## Trama
La storia riguarda gli ultimi giorni di Gesù dal punto di vista di Maria Maddalena. Inizialmente il tema suscitò alcune controversie, perché alcuni credevano che l'amore fisico fosse implicito tra Gesù e Maria Maddalena. Dal punto di vista odierno tali implicazioni sono difficili da rilevare. Sebbene contenga musica meravigliosa e sia stato ripreso da alcuni cantanti, in particolare Régine Crespin, il lavoro non è entrato in repertorio e viene raramente eseguito.

## Personaggi principali
| Personaggio               | Registro voce |
| ------------------------- | ------------- |
| Marie-Magdeleine (Méryem) | soprano       |
| Marthe                    | mezzosoprano  |
| Jésus                     | tenore        |
| Judas                     | basso         |